# Algar do Carvão
El Algar do Carvão (en español, Caverna de Carbón) es un antiguo tubo de lava o la ventilación volcánica localizada en la parte central de la isla de Terceira en el archipiélago portugués de las Azores. Está localizado en la parroquia civil de Porto Judeu, en el municipio de Angra  Heroísmo.

## Historia
La existencia de la caverna se sabía desde hacía mucho tiempo, pero la profundidad y carencia de luz ambiental, hizo cualquier descenso difícil, a causa del descenso vertical, y retrasó la exploración in situ.
El 26 de enero de 1893 fueron Cândido Corvelo y Luis Sequeira quienes descendieron por primera vez con una simple cuerda.
El segundo descenso se realizó en 1934, por Didier Couto, quien creó el primer mapa  aproximado del interior. Este dibujo, basado en observaciones visuales sólo (en lugar de mediciones), resultó ser bastante exacto.
El 18 de agosto de 1963, un grupo de entusiastas organizó un descenso que utiliza una "plataforma" en forma de silla suspendida en una cuerda de nailon y, más tarde, un arnés.
Con la llegada de sistemas portátiles de elevación fue posible examinar de nuevo las observaciones anteriores de primera mano, incluyendo las secciones más remotas y estrechas de la caverna. El sitio se abrió al público a finales del siglo XX, a través de visitas semanales organizadas (excepto fines de semana y festivos) de mayo a septiembre. El acceso al sitio es también posible gracias a la organización de Montanheiros (Montañeros), el grupo responsable para todo lo relacionado con el Algar.

### Toponimia
La palabra algar, es una palabra portuguesa que denota una cavidad natural en la tierra que, a diferencia de la mayoría de cuevas o cavernas, es más vertical en su orientación, como un pozo. La palabra portuguesa deriva de la palabra de árabe, al-Gar, que significa "el surco", mientras Carvão significa "carbón" en portugués. El Algar  Carvão no es una fuente de carbón, y el término carvão también ha sido utilizado en portugués para algo "ennegrecido" o "quemado", refiriéndose a la composición oscura de las rocas.

## Geografía

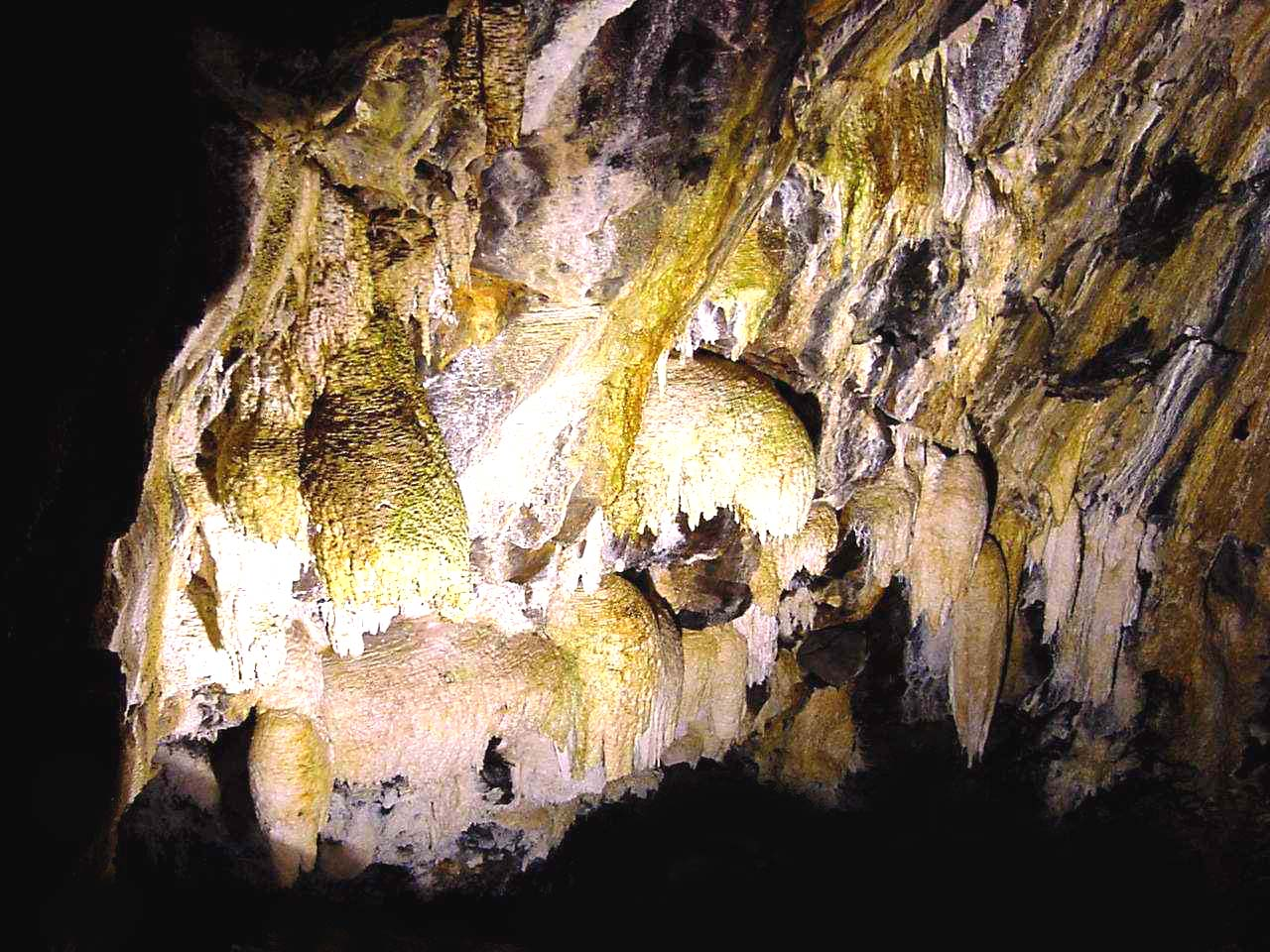
Estalactitas en el Algar Carvão

En Terceira hay cuatro grande volcanos (Pico Alto, Santa Bárbara, Guilherme Moniz y Cinco Picos) agrupados a lo largo de una zona fisuras basálticas que atraviesa la isla del noroeste a al sureste. El Algar do Carvão está directamente asociado con el caldera del volcán Guilherme Moniz, pero pertenece al mismo complejo que Santa Bárbara situada al oeste, Pico Alto al norte, y Guilherme Moniz, situado a poca distancia al del sur del Algar do Carvão. Algar do Carvão está situado en 583 metros sobre el nivel del mar.
La extensión de un total de 40,5 hectáreas se clasificó como Monumento Nacional Regional (en portugués: Monumento Natural Regional) debido a sus particulares características volcánicas, además de su ecosistema medioambiental. La boca del Algar consta de unos 45 metros de pasaje vertical al interior hasta una rampa de debris y grava. Desde ahí hay otra bajada hacia las aguas claras de la piscina de interior, a aproximadamente 90 metros de la superficie exterior. La piscina se mantiene con agua de llueva, y puede llegar a los 15 m de profundidad o secarse por completo en meses de verano, a causa de poco o nula precipitación.
La cueva en sí es de interés por sus peculiares características de mineralógicas de sus estalactitas de silicato.

### Bioma
El Algar está poblado por un rico tapiz de plantas, que cubre la boca de la estructura de cono, incluyendo varias especie endémicas. Además, hay varias especie de invertebrados que viven en la caverna, como la araña cavernosa Turinyphia cavernicola, entre otras especies de Troglofauna, como el centipodo Lithobius obscurus azorae, el colémbolo Pseudosinella ashmoleorum y el escarabajo de tierra Trechus terceiranus. Finalmente hay una presencia distinta de varios musgos, incluyendo aquellos en el Libro de Datos Rojo de briofitas europeo (ECCB), como el Alophosia azorica y Calypogeia azorica, entre otros.

## Galería de imágenes

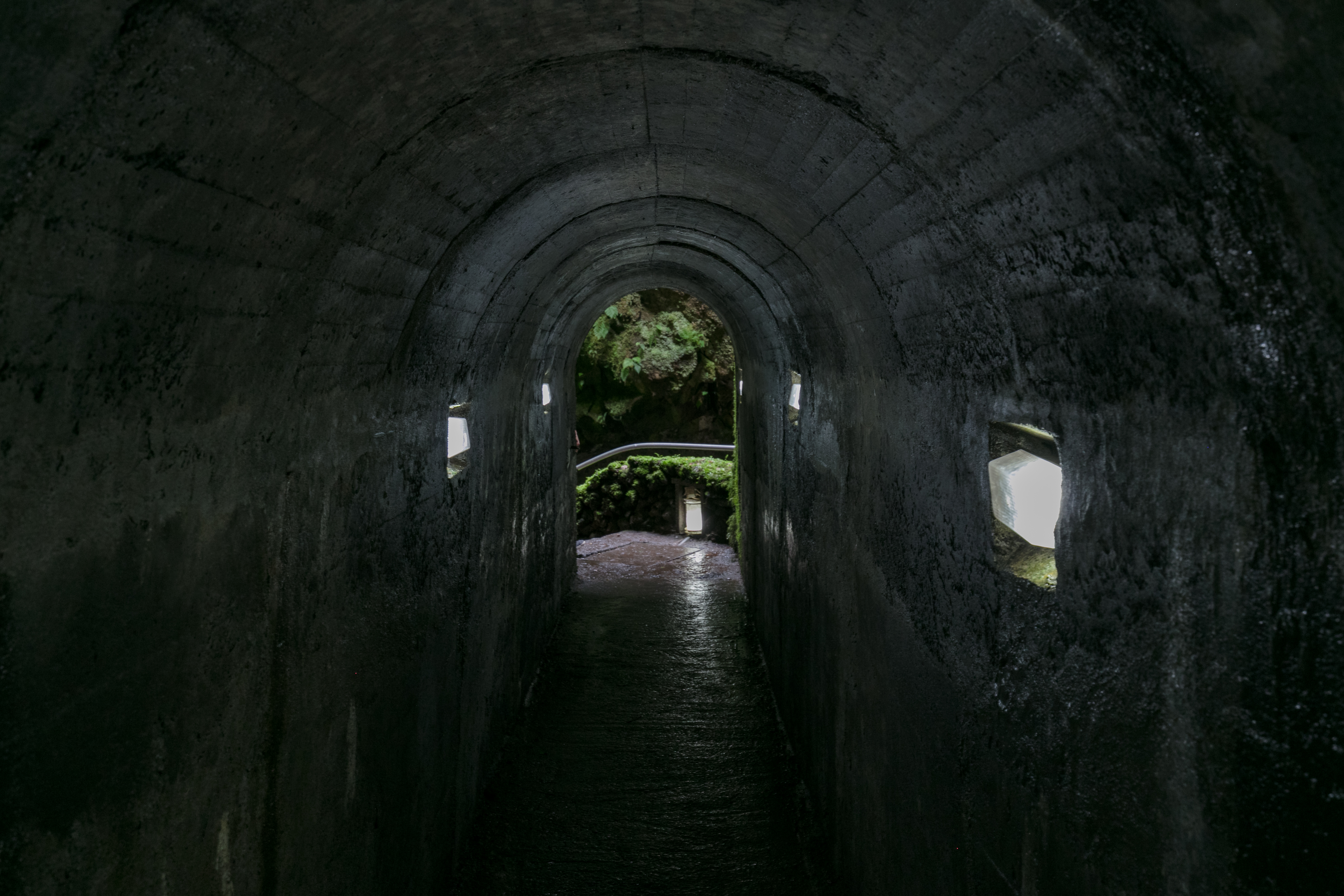
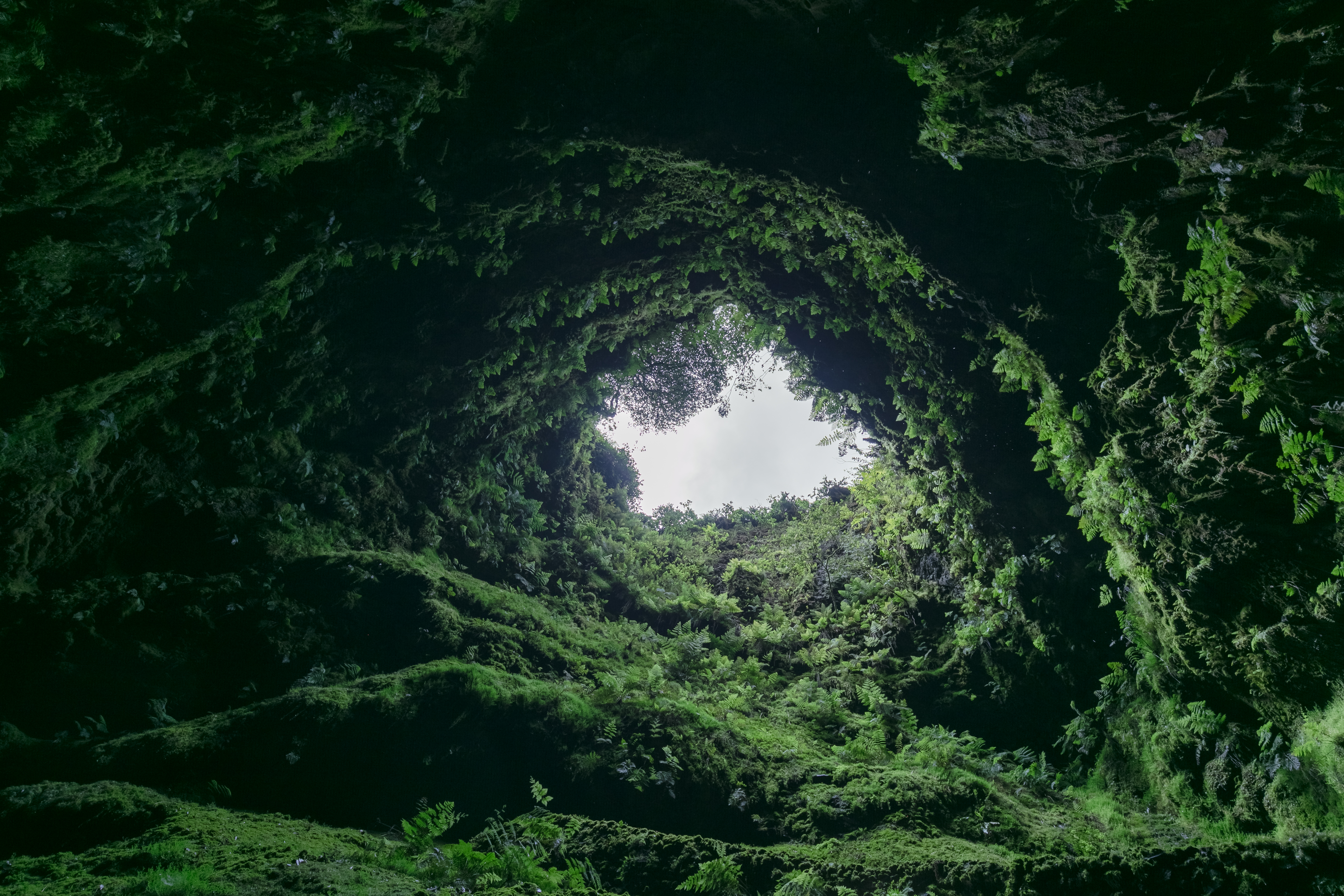
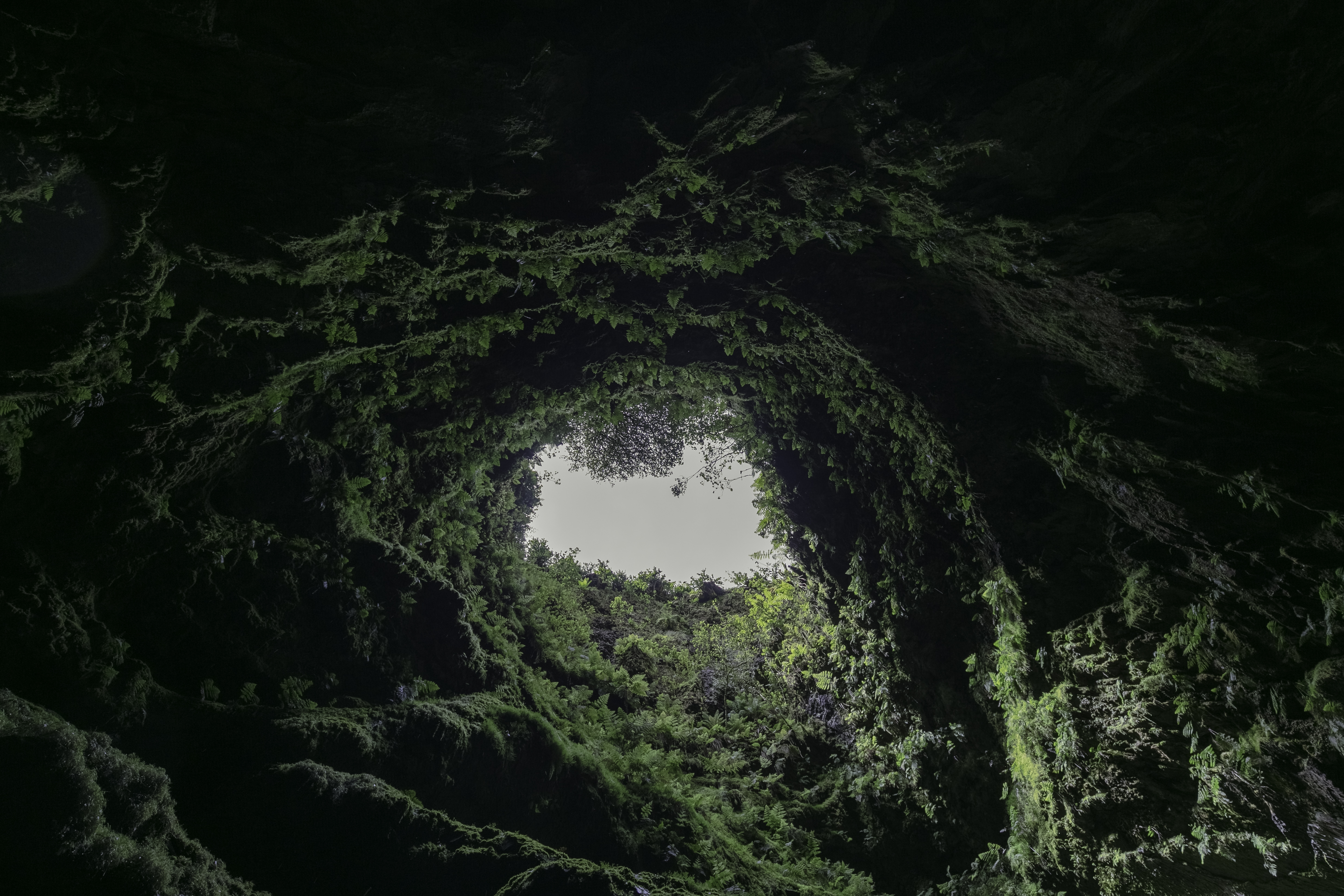
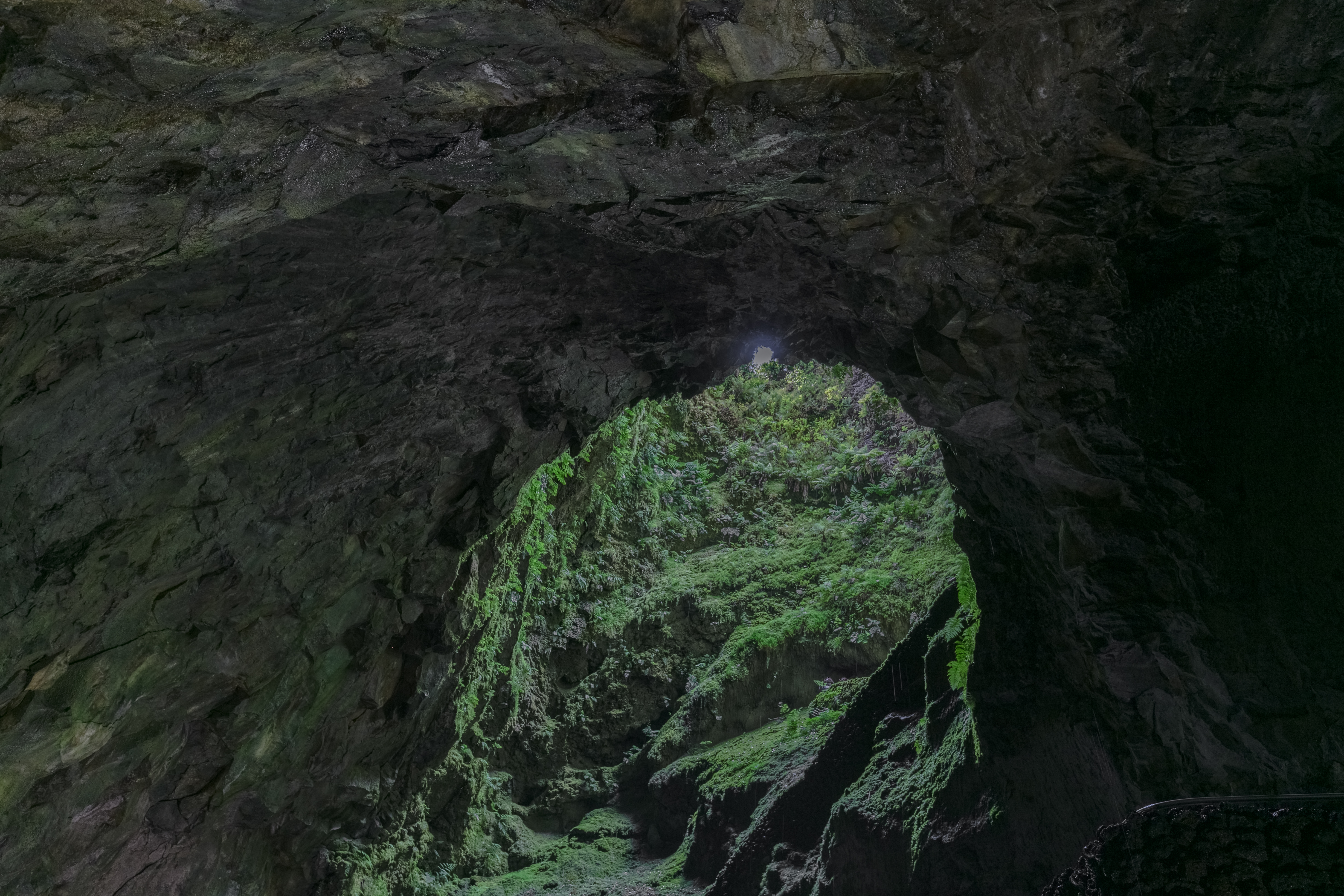
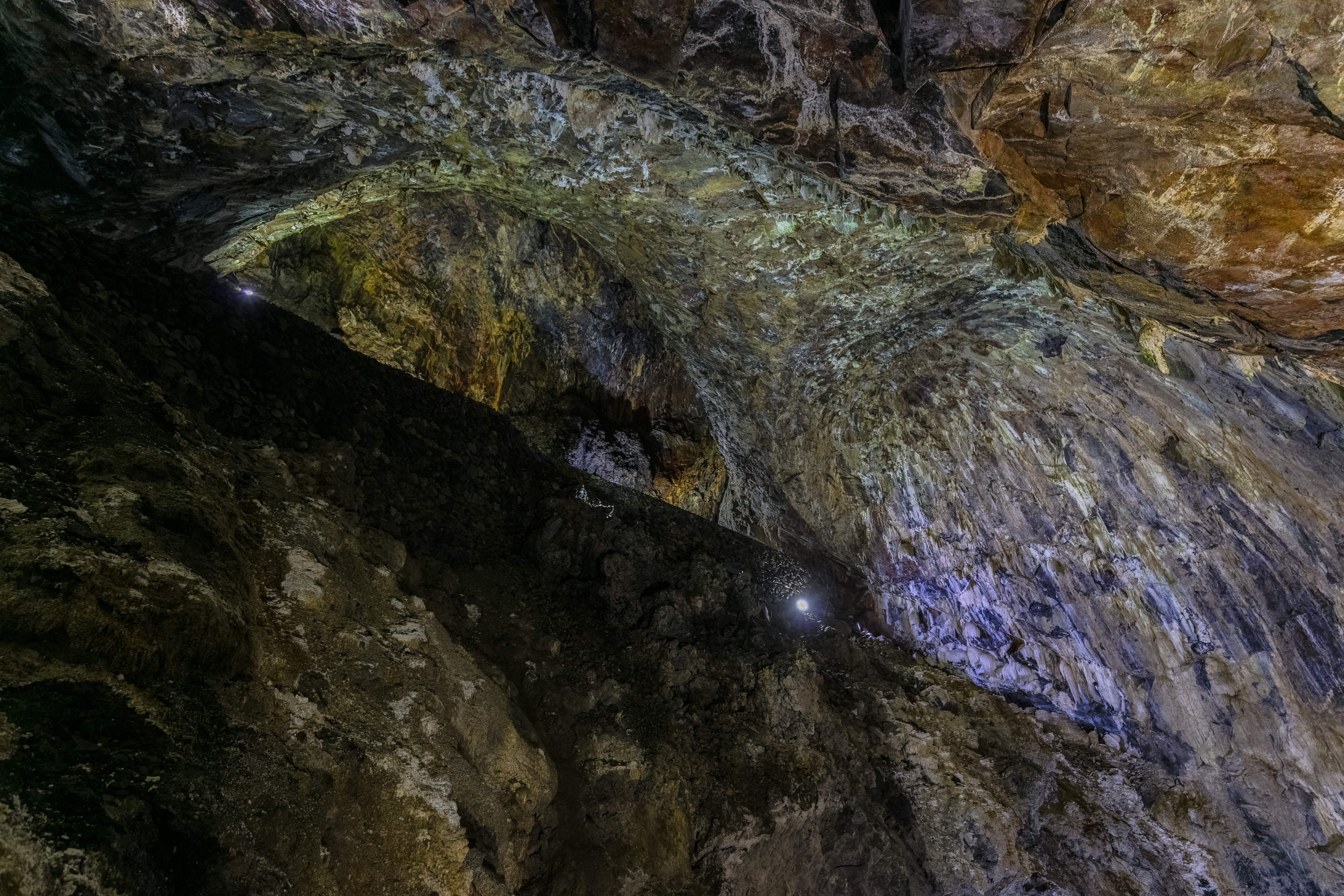
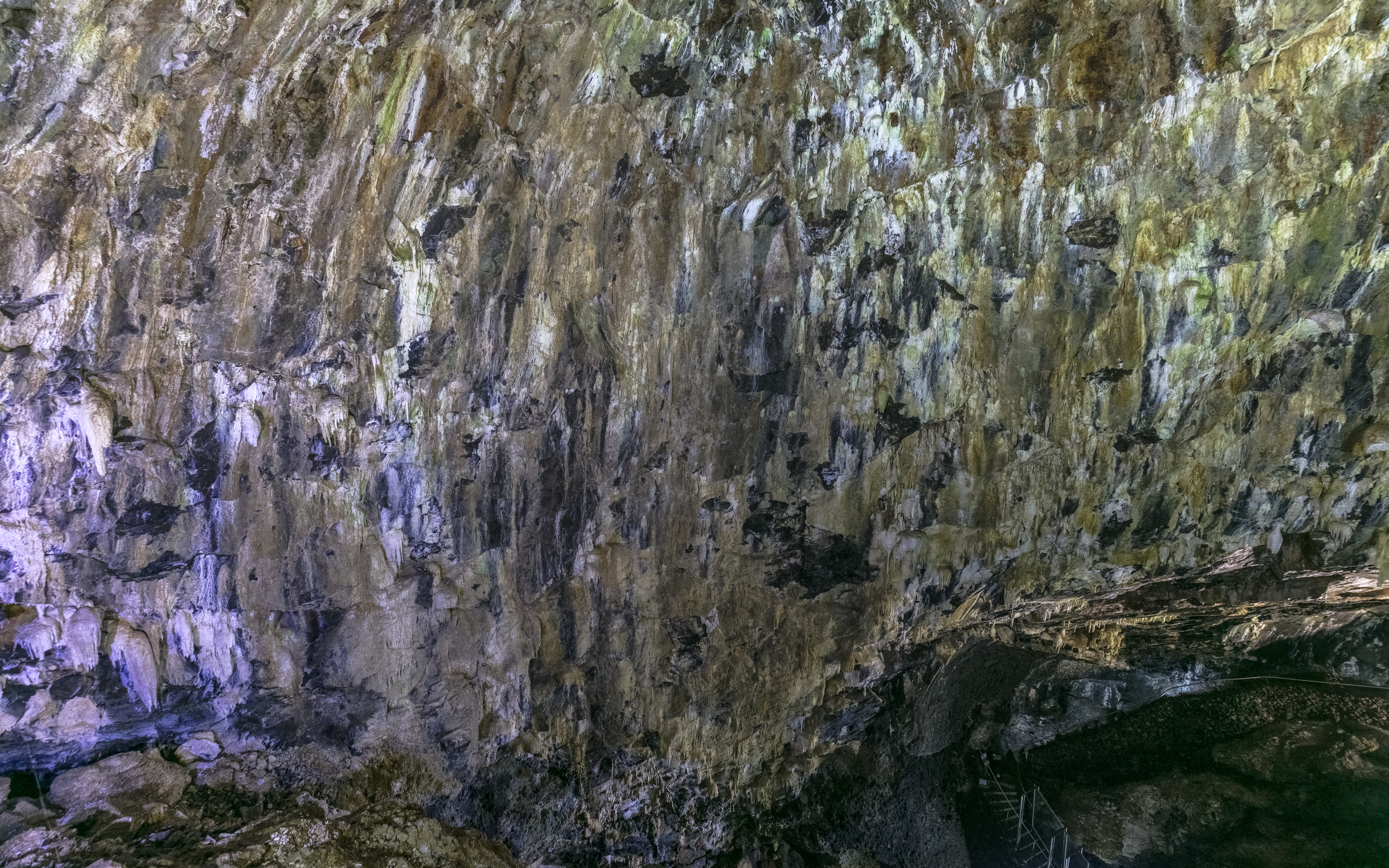
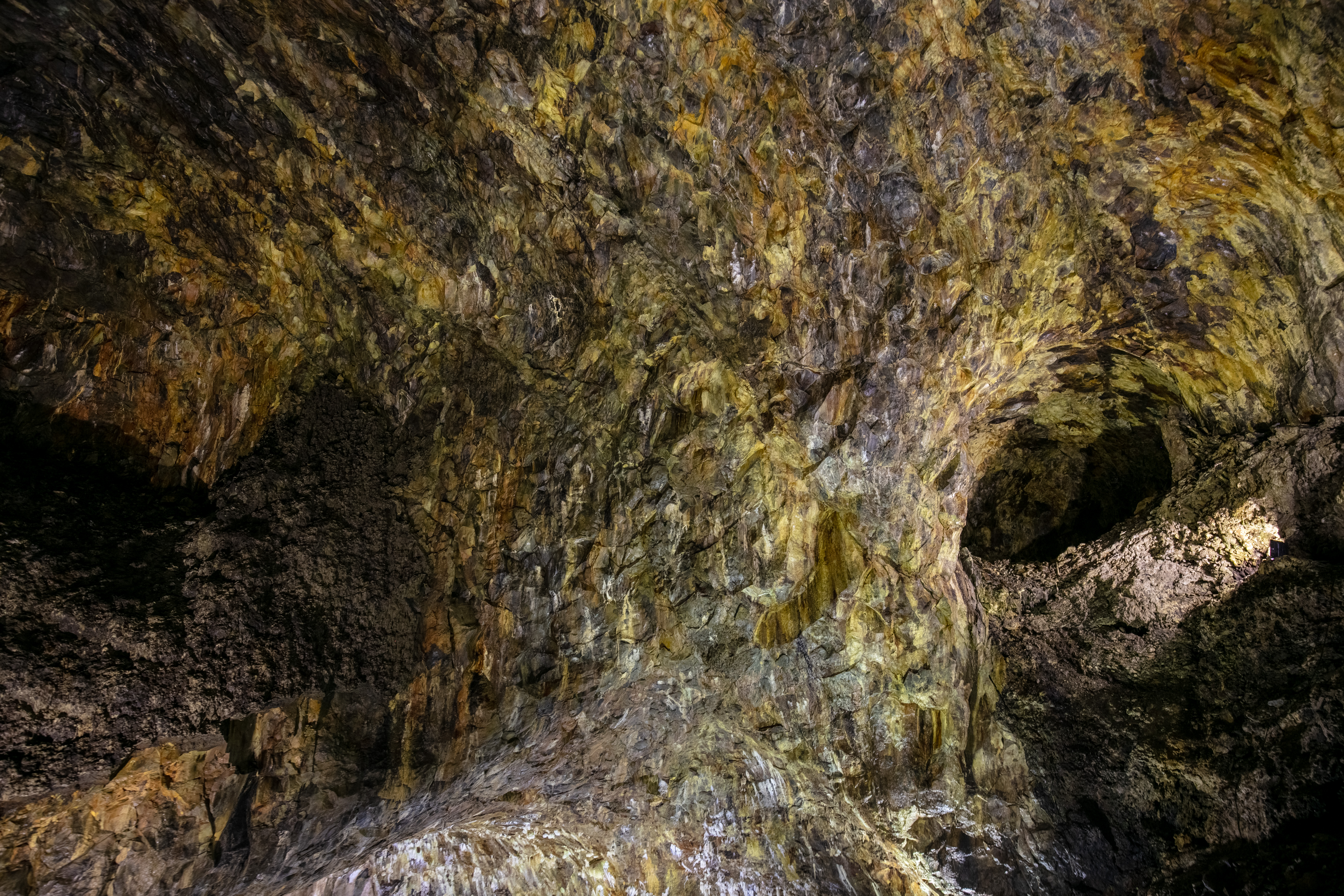
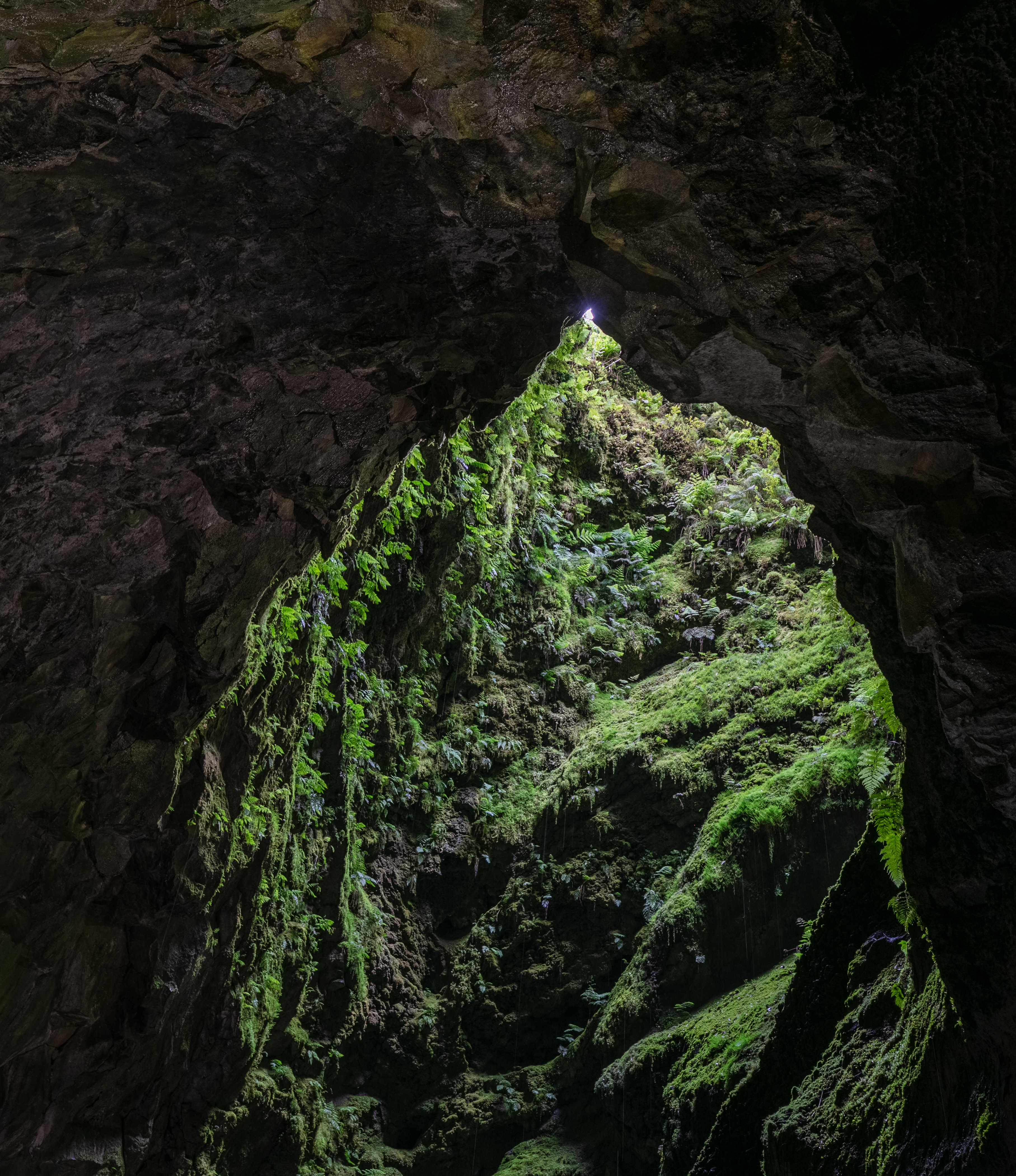